# Ascorhynchus pudicus
Ascorhynchus pudicus là một loài nhện biển trong họ Ascorhynchidae. Loài này thuộc chi Ascorhynchus. Ascorhynchus pudicus được miêu tả khoa học năm 1970 bởi Stock.